# Argia smithiana
Argia smithiana é uma espécie de libélula da família Coenagrionidae, que ocorre na América do Sul, inclusive no Brasil.